# 101 a. C.
El año 101 a. C. fue un año del calendario romano prejuliano. En el Imperio romano, fue conocido como el año 653 Ab Urbe condita. Fue el último año del siglo II a. C.

## Acontecimientos

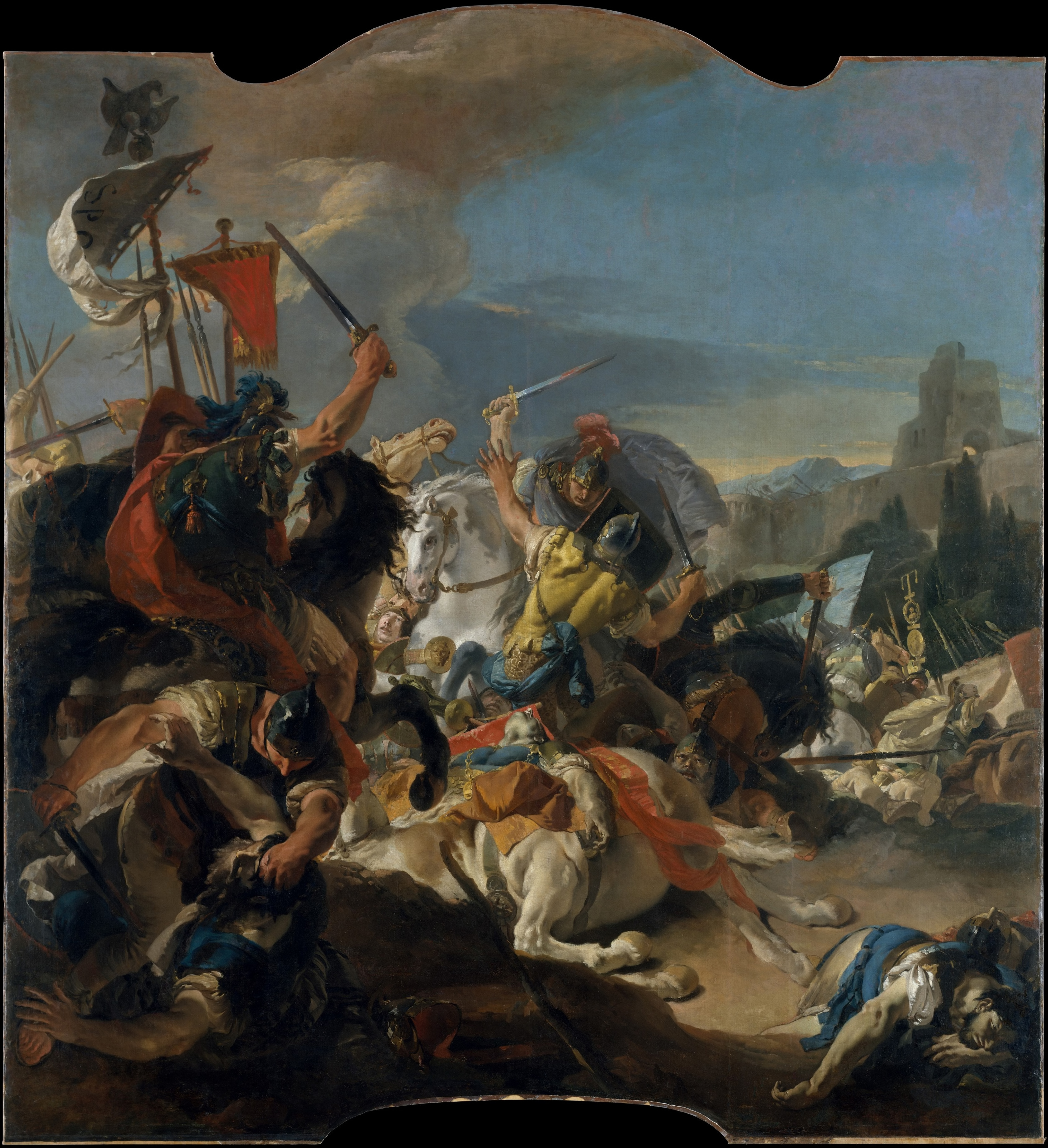
Batalla de Vercelae (de Tiépolo).

- Ptolomeo Apión hereda el reino de Cirenaica (este de Libia).
- 30 de julio: en Vercelli (Italia), los ejércitos de Cayo Mario y Quinto Lutacio Cátulo, derrotan a los cimbrios en la batalla de Campi Raudii. El rey de los cimbros Boiorix muere en la batalla.
- Hispania: el procónsul P. Cornelio Dolabella triunfa en su guerra lusitana.[1]

## Fallecimientos
- Septiembre: Cleopatra III de Egipto (n. 161 a. C.), asesinada por su propio hijo, Ptolomeo X.
- 30 de julio: Boiorix, jefe de los cimbrios.
- Atenion, esclavo cilicio, jefe de las revueltas en Sicilia (cuatro años, desde el 105 a. C.; matado por el cónsul Manio Aquilius.